# Ligne de Caen à Tours
La ligne Caen - Tours est une ligne commerciale française de chemin de fer qui traverse la Normandie, le Pays de la Loire et le Centre-Val de Loire pour relier Caen à Tours en passant par Le Mans.

## Infrastructures
Elle est en tronc commun avec la ligne Paris - Mantes - Caen - Cherbourg de Caen à Mézidon, puis des lignes Le Mans - Mézidon et Tours - Le Mans.
De Caen à Mézidon : 
De Mézidon au Mans : 
Du Mans à Tours : 

## Histoire
La ligne a été formée en quatre étapes.
1. 1855-1857 : ouverture de la ligne Paris - Mondeville (29 décembre 1855), prolongée jusqu'à la gare de Caen le 24 juin 1857
2. 1856 : ouverture de la ligne le Mans - Alençon (15 mars 1856)
3. 1858 : prolongement de la ligne le Mans - Alençon, au nord jusqu'à Argentan (1er février 1858) et au sud jusqu'à Tours (19 juillet 1858)
4. 1859 : prolongement de la ligne Tours - le Mans - Alençon - Argentan jusqu'à Mézidon sur la ligne Paris - Caen - Cherbourg (1er février 1859), permettant ainsi des liaisons Caen - Tours.